# Моура, Уго
У́го Мо́ура Арру́да да Си́лва, более известный как просто У́го Мо́ура (порт. Hugo Moura Arruda da Silva) (род. 3 января 1998, Риу-Клару, штат Рио-де-Жанейро) — бразильский футболист, полузащитник оборонительного плана клуба «Атлетико Паранаэнсе».

## Биография
Уго Моура — воспитанник академии «Фламенго». В основном составе «рубро-негрос» дебютировал 18 января 2018 года в гостевом матче Лиги Кариоки против «Волты-Редонды». Полузащитник вышел на замену на 73 минуте, а его команда выиграла со счётом 2:0.
2019 год Моура в основном провёл в качестве запасного игрока. Он отыграл пять матчей в чемпионате штата (который «Фламенго» выиграл), а также дебютировал в чемпионате Бразилии. Это случилось 5 мая — «кариоки» в гостях сыграли вничью с «Сан-Паулу» (1:1). Уго Моура отметился результативной передачей на Орландо Беррио. В конце года «Фламенго» выиграл чемпионат Бразилии и завоевал Кубок Либертадорес. В этом турнире Моура был в заявке, но на поле ни разу не вышел.
В 2020 году, сразу после победного чемпионата штата, Уго Моура отправился в аренду в «Коритибу». Футболист удачно влился в основной состав команды, сыграв до конца чемпионата 28 матчей (24 — в стартовом составе) и забив один гол. Клуб из Параны пытался выкупить права на Уго, но этого не получилось, и полузащитник вернулся во «Фламенго».
В первой половине года Моура стал играть за родную команду чаще — он сыграл в 10 матчах чемпионата штата (который вновь выиграли «красно-чёрные»), провёл три игры на групповом этапе Кубка Либертадорес (в итоге «Фламенго» дошёл до финала), также два раза появлялся на поле в матче Кубка Бразилии и пять раз сыграл в чемпионате. В июле Уго Моура был отдан в аренду в швейцарский «Лугано», который возглавлял Абел Брага — этот тренер работал с Моурой в 2019 году во «Фламенго». Однако за всё время Уго Моура сыграл за «Лугано» лишь в одном матче — в розыгрыше Кубка Швейцарии его команда разгромила в гостях «Ла-Шо-де-Фон» — 7:1.
С 2022 года выступает за «Атлетико Паранаэнсе».

## Титулы и достижения
- Чемпион штата Рио-де-Жанейро (3): 2019, 2020, 2021
- Чемпион Бразилии (1): 2019
- Обладатель Суперкубка Бразилии (1): 2021 (не играл)
- Обладатель Кубка Либертадорес (1): 2019 (не играл)
- Финалист Кубка Либертадорес (1): 2021